# Граф Мэнсфилд

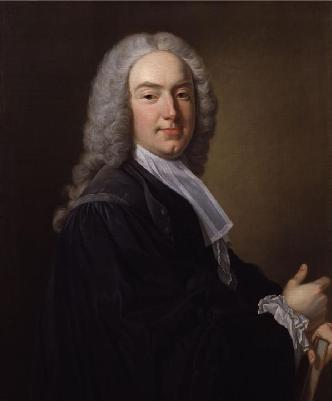
Уильям Мюррей, 1-й граф Мэнсфилд

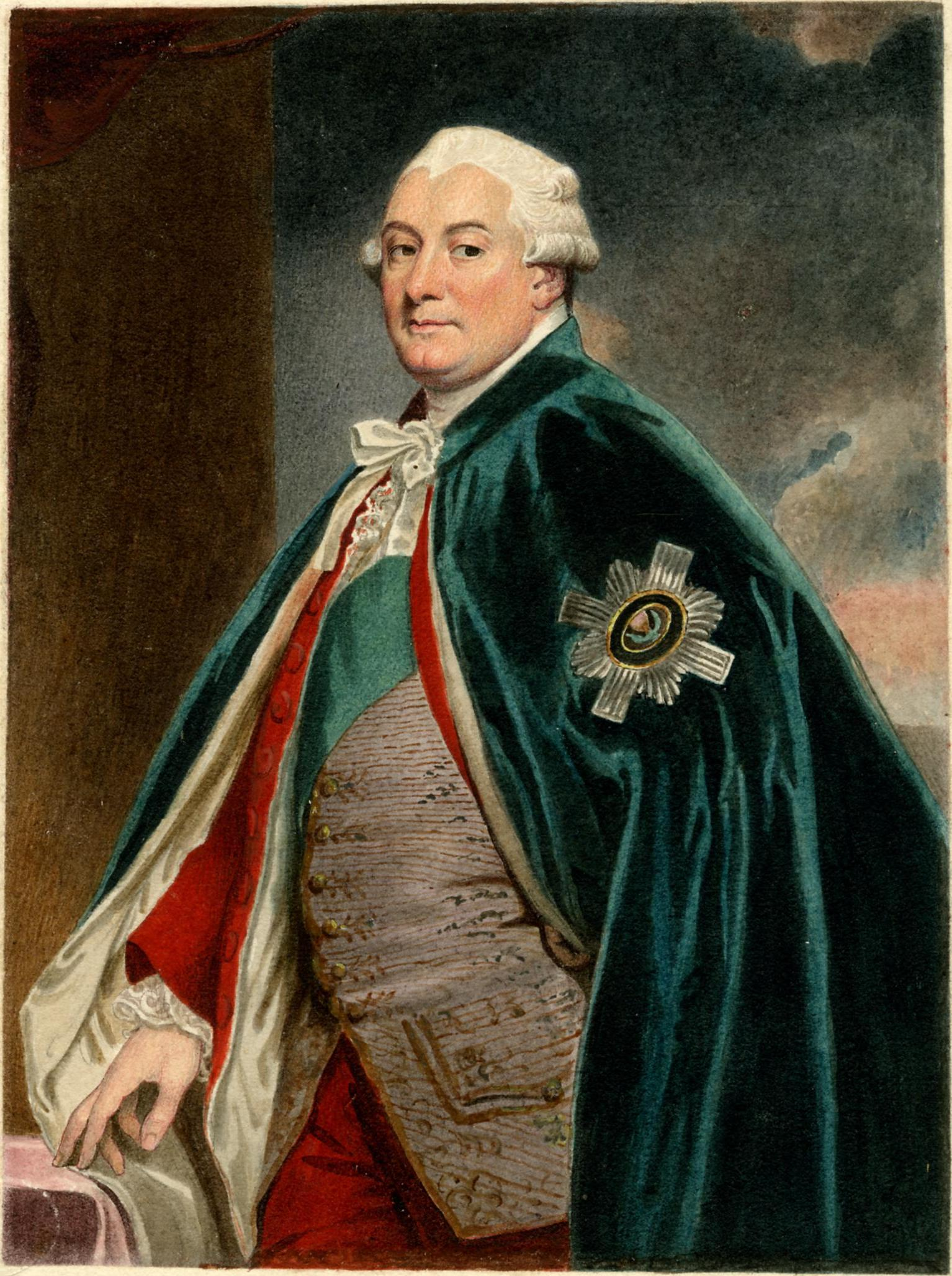
Дэвид Мюррей, 2-й граф Мэнсфилд

Граф Мэнсфилд в графстве Ноттингем и граф Мэнсфилд из Кен Вуд в графстве Мидлсекс — два наследственных титула в системе Пэрства Великобритании, объединенные в один с 1843 года.

## История
Титулы были созданы соответственно 31 октября 1776 года и 1 августа 1792 года для шотландского юриста и судьи Уильяма Мюррея, 1-го барона Мэнсфилда (1705—1793), четвертого сына Дэвида Мюррея, 5-го виконта Стормонта (1665—1731). Уильям Мюррей был лордом главным судьей Англии и Уэльса с 1756 по 1788 год. В 1756 году для него был создан титул барона Мэнсфилда в графстве Ноттингем (пэрство Великобритании). В 1776 году он получил титул графа Мэнсфилда, который должна была унаследовать его племянница Луиза Мюррей (урожденная Кэткарт), виконтесса Стормонт, дочь Чарльза Шоу Кэткарта, 9-го лорда Кэткарта (1721—1776). Луиза Мюррей была второй женой Дэвида Мюррея, 7-го виконта Стормонта (1727—1796). В 1792 году для Уильяма Мюррея был создан титул графа Мэнсфилда, который после его смерти должен был унаследовать его племянник Дэвид Мюррей, виконт Стормонт.
В 1793 году после смерти бездетного лорда Мэнсфилда титул барона Мэнсфилда угас. Титул графа Мэнсфилда (креация 1776 года) унаследовала его племянница Луиза Мюррей, 2-я графиня Мэнсфилд (1758—1843), а её муж, Дэвид Мюррей, 7-й виконт Стормонт (1727—1796), получил титул графа Мэнсфилда (креация 1792 года). Дэвид Мюррей был известным политиком, занимал должности лорда-президента сессионного суда (1778—1795), государственного секретаря Северного Департамента (1779—1782) и лорда-председателя Совета (1783, 1794—1796). Ему наследовал его старший сын, Дэвид Уильям Мюррей, 3-й граф Мэнсфилд (1777—1840). Он занимал должность лорда-лейтенанта  Клакманнаншира (1803—1840). Его преемником стал его сын, Уильям Дэвид Мюррей, 4-й граф Мэнсфилд (1806—1898). Он был политиком от партии тори и занимал должность лорда казначейства (1834—1835) в правительстве сэра Роберта Пиля. В 1843 году после смерти своей бабки Луизы Мюррей Уильям Дэвид Мюррей унаследовал титул графа Мэнсфилда (креация 1776 года).
Ему наследовал его внук, Уильям Дэвид Мюррей, 5-й граф Мэнсфилд (1860—1906). Он был старшим сыном Уильяма Дэвида Мюррея, виконта Стормтонта. 5-й граф скончался неженатым, его титул получил младший брат, Алан Дэвид Мюррей, 6-й граф Мэнсфилд (1864—1935). Его сын, Мунго Мюррей, 7-й граф Мэнсфилд (1900—1971), представлял Перт в Палате общин (1931—1935) и был лордом-лейтенантом графства Пертшир (1960—1971).
Ему наследовал его единственный сын, Уильям Дэвид Мунго Джеймс Мюррей (1930—2015), 8-й граф Мэнсфилд (креация 1792) и 7-й граф Мэнсфилд (креация 1776). Он также являлся 14-м виконтом Стормонтом, 14-м лордом Скунои и 12-м лордом Балвейрдом. Он также являлся графом Данбаром в качестве якобитского пэра. Лорд Мэнсфилд занимал в правительстве Маргарет Тэтчер должность государственного министра по делам Шотландии (1979—1983) и по делам Северной Ирландии (1983—1984).
По состоянию на 2024 год, обладателем двух графских титулов является его старший сын, Александр Мунго Дэвид Мюррей, 9-й граф Мэнсфилд, который наследовал отцу в 2015 году.
Фамильная резиденция графов Мэнсфилд — Скунский дворец возле деревни Скун в Пертшире (Шотландия).

## Графы Мэнсфилд, первая креация (1776)
- 1776—1793: Уильям Мюррей, 1-й граф Мэнсфилд (2 марта 1705 — 20 марта 1793), младший сын Дэвида Мюррея, 5-го виконта Стормонта (1665—1731), и Марджори Скотт;
- 1793—1796: Дэвид Мюррей, 2-й граф Мэнсфилд (9 октября 1727 — 1 сентября 1796), племянник предыдущего, сын Дэвида Мюррея, 6-го виконта Стормонта (ок. 1690—1748), и Энн Стюарт;
- 1796—1840: Дэвид Уильям Мюррей, 3-й граф Мэнсфилд (7 марта 1777 — 11 февраля 1840), старший сын предыдущего;
- 1840—1898: Уильям Дэвид Мюррей, 4-й граф Мэнсфилд (21 февраля 1806 — 2 августа 1898), старший сын предыдущего;
  - Уильям Дэвид Мюррей, виконт Стормонт (22 июля 1835 — 12 октября 1893), единственный сын предыдущего;
- 1898—1906: Уильям Дэвид Мюррей, 5-й граф Мэнсфилд (20 июля 1860 — 29 апреля 1906), старший сын предыдущего;
- 1906—1935: Алан Дэвид Мюррей, 6-й граф Мэнсфилд (25 октября 1864 — 14 марта 1935), третий сын Уильяма Мюррея, виконта Стормонта, и внук 4-го графа Мэнсфилда;
- 1935—1971: Мунго Дэвид Малкольм Мюррей, 7-й граф Мэнсфилд (9 августа 1900 — 2 сентября 1971), единственный сын предыдущего;
- 1971—2015: Уильям Дэвид Мунго Джеймс Мюррей, 8-й граф Мэнсфилд (род. 7 июля 1930 — 21 октября 2015), единственный сын предыдущего;
- 2015 — настоящее время: Александр Мунго Дэвид Мюррей, 9-й граф Мэнсфилд (род. 17 октября 1956), старший сын предыдущего; 
  - Наследник: Уильям Филип Дэвид Мюррей Мунго, виконт Стормонт (род. 1 ноября 1988), единственный сын предыдущего.
    - Наследник наследника: достопочтенный

## Графы Мэнсфилд, вторая креация (1792)
- 1792—1793: Уильям Мюррей, 1-й граф Мэнсфилд (2 марта 1705 — 20 марта 1793), младший сын Дэвида Мюррея, 5-го виконта Стормонта (1665—1731), и Марджори Скотт;
- 1793—1843: Луиза Мюррей, 2-я графиня Мэнсфилд (1758 — 11 июля 1843), дочь генерал-лейтенант сэра Чарльза Шоу Кэткарта, 9-го лорда Кэткарта (1721—1776), и Джейн Гамильтон (1726—1771), жена с 1776 года Дэвида Мюррея, 2-го графа Мэнсфилда и 7-го виконта Стормонта;
- 1843—1898: Уильям Дэвид Мюррей, 3-й граф Мэнсфилд (21 февраля 1806 — 2 августа 1898), старший сын предыдущего, граф Мэнсфилд (креация 1776) с 1843 года.